# Wonjong
Wonjong (né le 5 avril 1219 et mort le 23 juillet 1274) est le vingt-quatrième roi de la Corée de la dynastie Goryeo. Il a régné du 21 juillet 1259 à sa mort.
Son règne débute par la fin du conflit entre le Goryeo et l'Empire mongol, en 1260. Sa rencontre avec Kubilai Khan redessine la gouvernance du Goryeo pour plus d'un siècle. Les exigences de l'Empire mongol vis-à-vis du roi sont trop élevée et provoque des tensions durant une période de transition de 1260 à 1270. Après cette date, Wojong propose de mettre en place une tradition d'alliance matrimoniale de haut rang entre le prince héritier de la dynastie Goryeo et une princesse mongole. En 1274, son fils, Chungnyeol épouse la fille cadette de Kubilai, Khutlug Kelmish, est permet au Goryeo de devenir un apanage princier de l'Empire mongol, recouvrant une certaine autonomie. 